# Typcertifikat
Ett typcertifikat för ett civilt luftfartyg visar att luftfartyget som typ betraktat uppfyller de byggnadsbestämmelser för luftfartyg, som vid en viss tidpunkt var gällande i den nation eller den region som utfärdade certifikatet. I Europa utfärdas numera typcertifikaten av Europeiska byrån för luftfartssäkerhet, EASA. Tidigare utfärdades de av en nationell flygsäkerhetsmyndighet, se Civil Aviation Authority. I USA utfärdas de av Federal Aviation Administration, FAA. För utfärdande av ett typcertifikat krävs att luftfartyget genomgått en fullständig certifiering med godkänt resultat. Ett typcertifikat gäller för alla luftfartyg av en viss typ, eller ifall typcertifikatet reviderats, för vissa specificerade tillverkningsnummer.
Ett typcertifikat som utfärdats i en annan nation eller region än dit luftfartyg av typen importeras, granskas och valideras av den flygsäkerhetsmyndighet som har ansvaret för detta i importlandet, i Sverige numera EASA. EASA gör detta en gång för alla för de nationer i Europa som är anslutna till EASA, vilket är de flesta.
Kopplat till ett typcertifikat är ett individuellt Luftvärdighetsbevis för varje enskilt luftfartyg. Detta visar att det aktuella luftfartyget tillverkats enligt den typspecifikation som hör till typcertifikatet och sedan dess underhållits enligt gällande bestämmelser. Med hänsyn till underhållet måste Luftvärdighetsbeviset revideras regelbundet, vanligen varje år. 
Ett luftfartyg som har ett internationellt erkänt typcertifikat registreras i "Normalklass". Ett sådant luftfartyg som är luftvärdigt får normalt passera internationella gränser utan särskilda tillstånd från berörda myndigheter. I Sverige har denna klass indelats i "Transportkategori" (tunga flygplan) och "Standardkategori". Luftfartyg som uppfyller de flesta kraven för normalklass, men inte alla, brukar registreras i "Specialklass". Dit hör vissa luftfartyg för speciell användning, till exempel malmletning, som kan kräva särskild utrustning som förändrar någon flygegenskap utanför normalt tillåtet område. Provflygplan (för utprovning av en ny typ av luftfartyg) och amatörbyggda luftfartyg registreras i "Experimentklass". Ultralätta flygplan registreras i en egen klass.
På senare tid har även vissa militära myndigheter börjat utfärda typcertifikat för de militära luftfartygen.